# Peter Kremtz
Peter Kremtz (født 26. april 1940 i Meißen, død 23. februar 2014) var en tysk roer.

## Karriere

### Roning
Kremtz roede oprindelig toer uden styrmand sammen med Roland Göhler, og dette par vandt i 1964 det østtyske mesterskab, mens de blev nummer to i 1967 i denne disciplin. I 1966 blev de verdensmestre i toeren uden styrmand. Fra 1965 roede han og Göhler desuden otter og var med til at vinde sølv samme år samt guld året efter ved de østtyske mesterskaber. 
Samme år blev otteren delt op, så Kremtz og Göhler kom til at ro firer med styrmand sammen med Manfred Gelpke, Klaus Jacob og styrmand Dieter Semetzky og kom med til OL 1968 i Mexico City. Her vandt østtyskerne deres indledende heat og deres semifinale, men i finalen var det New Zealand, der noget overraskende sikrede sig sejren mere end to sekunder foran østtyskerne, der fik guld, mens Schweiz blev nummer tre.

### Videre karriere
Kremtz arbejdede for det østtyske jernbaneselskab og efter den tyske genforening for Deutsche Bahn som uddannet togingeniør.

## OL-medaljer
- 1968:  Sølv i firer med styrmand